# In the realms of the unreal
in the realms of the unreal est un quatuor à cordes composé par Olga Neuwirth en 2009.

## Histoire
Il s'agit du troisième quatuor à cordes de la compositrice autrichienne, après Akroate Hadal (1995) et settori (1999).
Son titre, qui veut dire en anglais « dans les royaumes de l'irréel », est une référence à l'artiste naïf américain Henry Darger,. Darger a écrit entre 1930 et 1973 un recueil de plus de 15 000 pages, intitulé The Story of the Vivian Girls, in What is known as the Realms of the Unreal. Olga Neuwirth « cherche dans l’accumulation de quarts de ton un débordement à la mémoire d’un artiste américain reclus et graphomane ».
Il est créé le 15 janvier 2010 à la Cité de la musique de Paris par le Quatuor Arditti.